# サルーダ郡 (サウスカロライナ州)
サルーダ郡（英: Saluda County）は、アメリカ合衆国サウスカロライナ州の西部に位置する郡である。2010年国勢調査での人口は19,875人であり、2000年の19,181人から3.6%増加した。郡庁所在地はサルーダ町（人口3,565人）であり、同郡で人口最大の町でもある。郡内に都市は無い。サルーダ郡は1895年9月14日に、エッジフィールド郡の北部と東部から設立され、郡名はその2日後にサルーダ川から採られて名付けられた。
サルーダ郡はコロンビア都市圏に属している。

## 地理
アメリカ合衆国国勢調査局に拠れば、郡域全面積は462平方マイル (1,200 km2)であり、このうち陸地452平方マイル (1,170 km2)、水域は9平方マイル (23 km2)で水域率は2.01%である。

### 隣接する郡
- ニューベリー郡  - 北
- レキシントン郡 - 東
- エイキン郡 - 南
- エッジフィールド郡 - 南西
- グリーンウッド郡 - 北西

### 国立保護地域
- サムター国立の森（部分）

## 人口動態
以下は2000年国勢調査による人口統計データである。
| 基礎データ - 人口: 19,181人 - 世帯数: 7,127 世帯 - 家族数: 5,295 家族 - 人口密度: 16人/km2（42人/mi2） - 住居数: 8,543軒 - 住居密度: 7軒/km2（19軒/mi2） 人種別人口構成 - 白人: 65.80% - アフリカン・アメリカン: 29.99% - ネイティブ・アメリカン: 0.23% - アジア人: 0.04% - 太平洋諸島系: 0.01% - その他の人種: 3.29% - 混血: 0.64% - ヒスパニック・ラテン系: 7.30% 年齢別人口構成 - 18歳未満: 24.9% - 18-24歳: 9.2% - 25-44歳: 27.6% - 45-64歳: 23.8% - 65歳以上: 15.5% - 年齢の中央値: 37歳 - 性比（女性100人あたり男性の人口） - 総人口: 98.6 - 18歳以上: 95.3 | 世帯と家族（対世帯数） - 18歳未満の子供がいる: 31.8% - 結婚・同居している夫婦: 54.2% - 未婚・離婚・死別女性が世帯主: 14.5% - 非家族世帯: 25.7% - 単身世帯: 22.5% - 65歳以上の老人1人暮らし: 10.4% - 平均構成人数 - 世帯: 2.65人 - 家族: 3.07人 収入と家計 - 収入の中央値 - 世帯: 35,774米ドル - 家族: 41,603米ドル - 性別 - 男性: 29,221米ドル - 女性: 21,395米ドル - 人口1人あたり収入: 16,328米ドル - 貧困線以下 - 対人口: 15.6% - 対家族数: 12.0% - 18歳未満: 21.4% - 65歳以上: 16.3% |

## 都市と町
- サルーダ - 郡庁所在地
- ベイツバーグ・リーズビル（部分）
- リッジスプリング
- マウントウィリング、現在のサルーダが郡庁所在地に指定されたときに吸収された[4][5]
- ウォード

## アメリカ合衆国国家歴史登録財

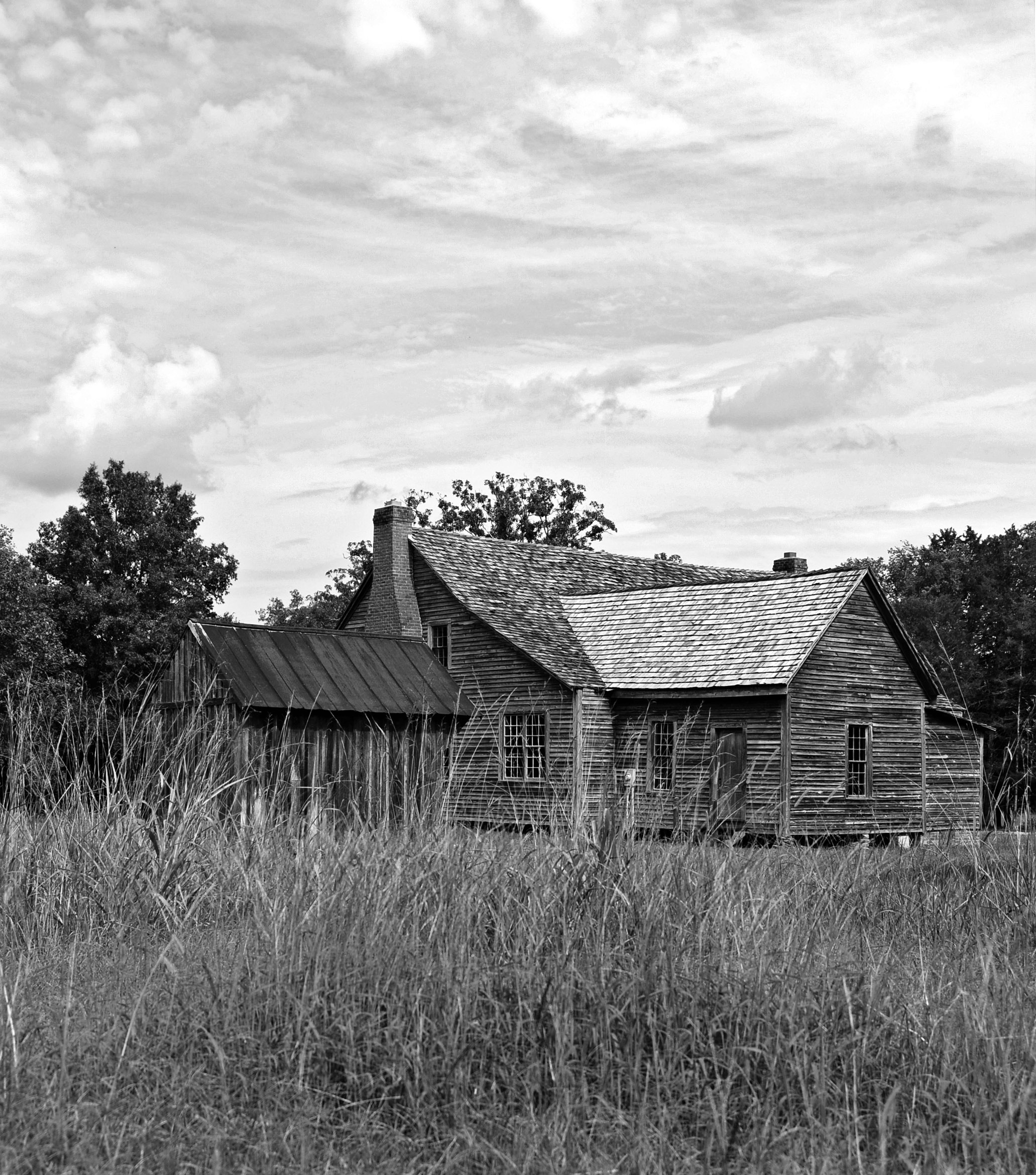
ボナム・ハウス
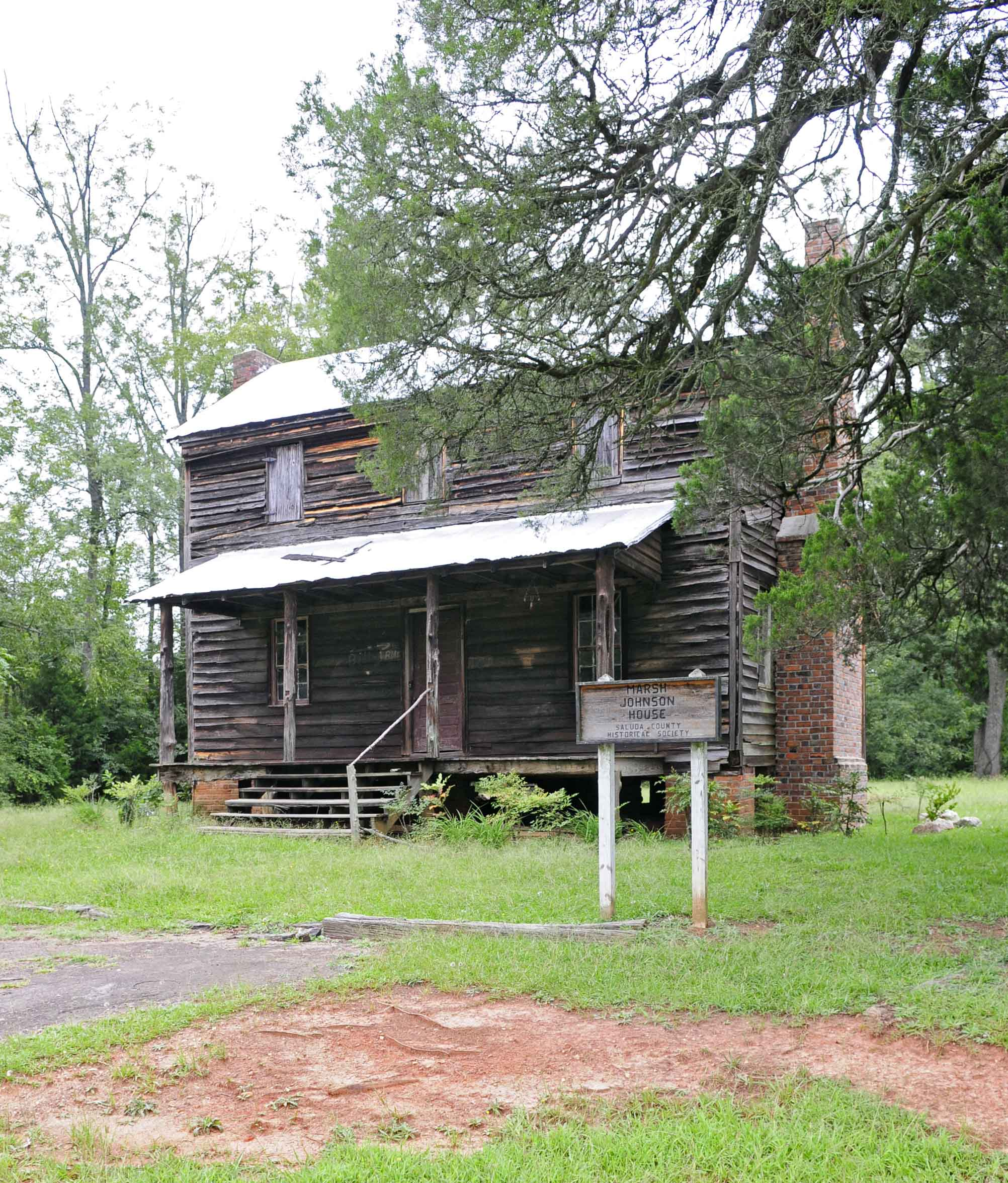
マーシュ・ジョンソン邸
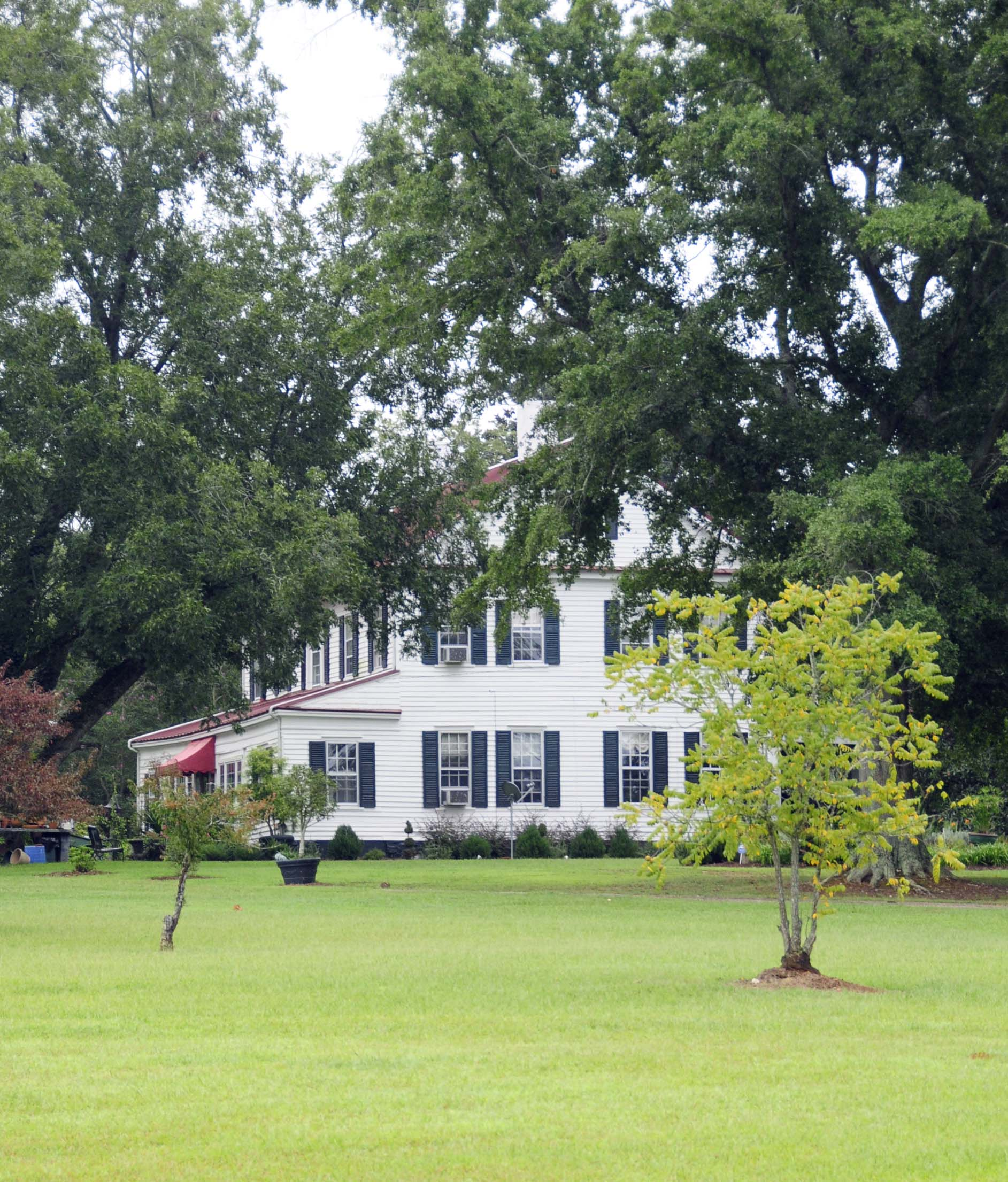
オールド・ストルーザ・プレース
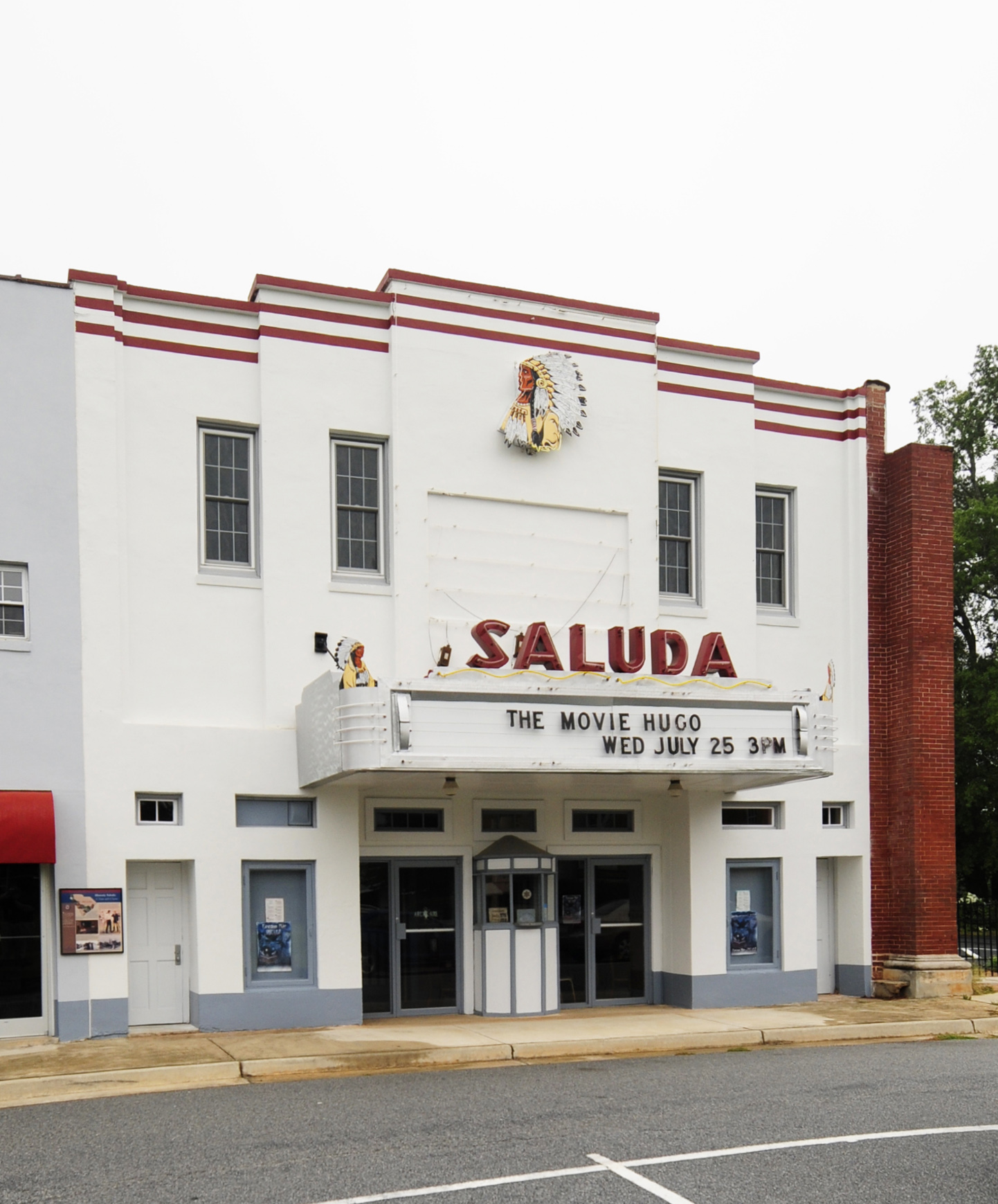
サルーダ劇場
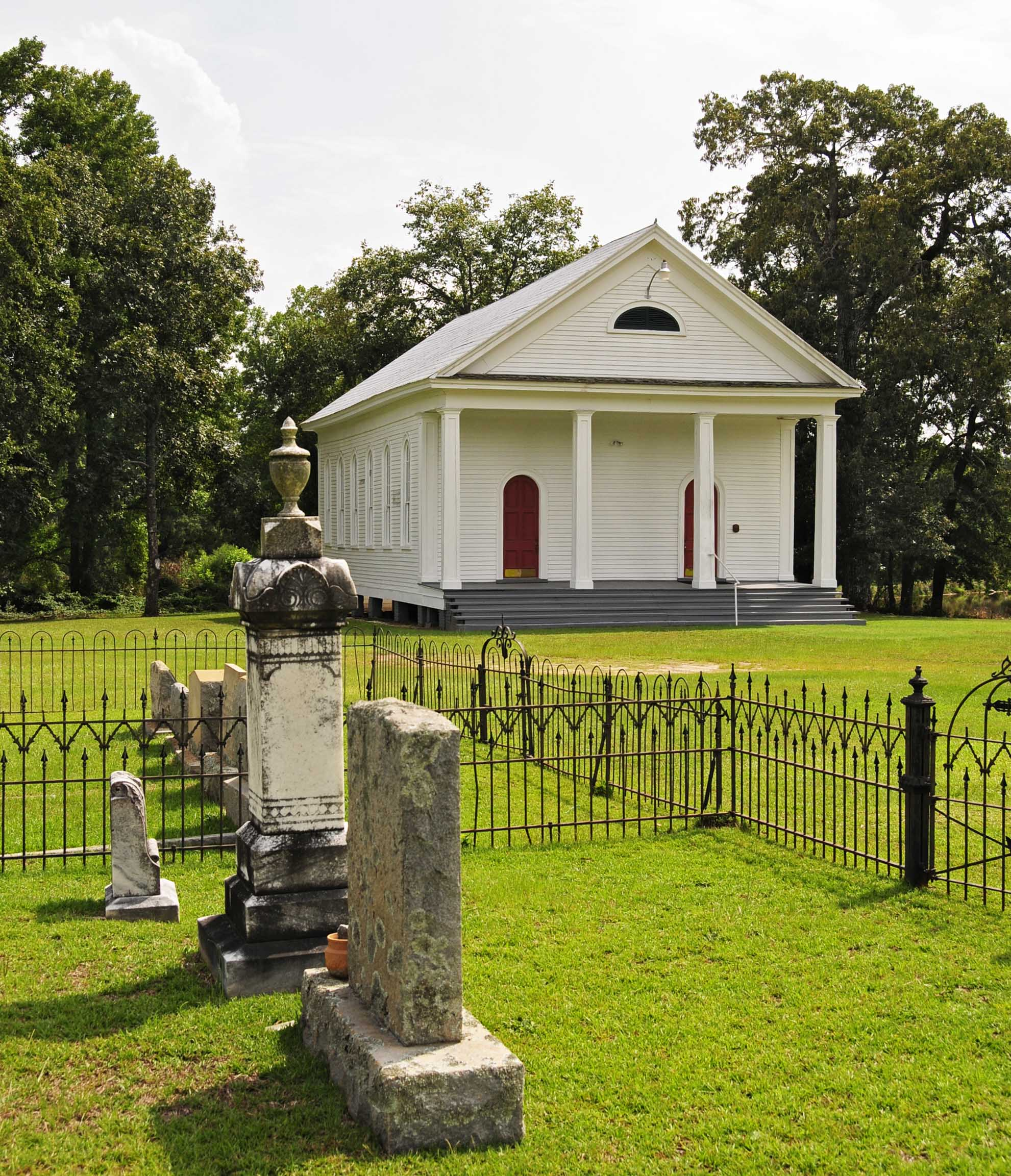
スパン・メソジスト教会と墓地